# Княжевич, Дмитрий Максимович (генерал)
Дмитрий Максимович Княжевич (1874—1918) — свитский генерал-майор из рода Княжевичей. Внук писателя Д. М. Княжевича. Участник летних Олимпийских игр 1912.

## Биография
Родился 21 июня (3 июля) 1874 года — сын шталмейстера Максима Дмитриевича Княжевича (1821—1894) от брака его с Ольгой Ивановной Манулевич-Мойданоглу (?—1916).
В 1894 году окончил Пажеский корпус, выпущен корнетом гвардии в Кавалергардский полк; с 8 августа 1898 года — Поручик.
В 1900 году окончил Николаевскую академию генштаба по 1-му разряду. С 6 мая 1900 — штабс-ротмистр гвардии с переименованием в капитаны Генштаба; был назначен состоять при Кавказском и Петербургском военных округах.
С 3 марта 1901 года — старший адъютант штаба 18-го армейского корпуса; в период 8 октября 1901 — 14 октября 1902 года проходил Цензовое командование эскадроном в лейб-гвардии Кирасирском Её Величества полку; с 4 июня 1902 — старший адъютант штаба 1-го армейского корпуса, а с 15 марта 1903 — обер-офицер для поручений при штабе войск Гвардии и Петербургского военного округа; с 1904 года — флигель-адъютант.
Участвовал в русско-японской войне: 17 мая 1904 — штаб-офицер для поручений при штабе войск Гвардии и Петербургского военного округа (17.05.1904); с 6 декабря 1904 года — подполковник.
С 3 марта 1908 — штаб-офицер для поручений при главнокомандующем войсками Гвардии и Петербургского военного округа; с 5 мая по 20 сентября 1909 был прикомандирован к Кавалергардскому полку для ознакомления с общими требованиями управления и ведения хозяйства в кавалерийском полку. С 6 декабря 1909 года — полковник.
В 1912 году участвовал в соревнованиях фехтовальщиков-рапиристов на Олимпийских играх в Стокгольме.
9 мая-11 июля 1912 — прикомандирован к артиллерии; 19 июля-21 августа 1912 — к пехоте.
С 14 августа 1913 года — начальник штаба 1-й гвардейской кавалерийской дивизии, с 24 декабря того же года — командующий л-гв. Уланским Её Величества полком, во главе которого вступил в Первую мировую войну; с 22 марта 1915 года — генерал-майор Свиты Его Величества.
27. 10. В 20 вечера. Командующий лейб-гвардии Уланским Ея Вел. полка Полковник Княжевич во все время пребывания во вверенном мне отряде только находил причины, мешающие движению отряда вперед, и только благодаря доблести Лейб-Гвардии Уланского Ея Величества полка, как господ офицеров, так и нижних чинов, полк этот показал блестящие примеры храбрости и великолепно атаковал под Вилюненом, о чем считаю долгом донести Вашему Высокопревосходительству. В атаку Лейб-Гвардии Уланский Ея Величества полк пошел под командой своих штаб-офицеров без своего командующего полка (в документе подчеркнуто красным карандашом) и дошел почти до Пилькалена. О доблести Лейб-Гвардии Уланского Ея Величества полка, работавшего на совесть во все время пребывания во вверенном мне отряде считаю долгом донести Вашему Высокопревосходительству. Полковник же Княжевич только мне мешал. Генерал-майор Барон Майдель.
В 1915 году: с 9 августа — командир 2-й бригады 1-й гвардейской кавалерийской дивизии, с 30 августа — командир 2-й бригады 2-й гвардейской кавалерийской дивизии, с 19 декабря — командир 1-й бригады 2-й гвардейской кавалерийской дивизии.
С 18 апреля 1917 года — начальник 2-й кавалерийской дивизии.
В 1918 году был убит в боях с красными.

## Награды
- Орден Святого Станислава 3-й степени (1903);
- Орден Святой Анны 4-й степени (1905);
- Орден Святого Владимира 4-й степени (1906);
- Орден Святой Анны 3-й степени с мечами и бантом (1906);
- Орден Святого Станислава 2-й степени с мечами (1906);
- Орден Святой Анны 2-й степени с мечами (1906);
- Орден Святого Владимира 3-й степени (1912);
- Орден Святого Георгия 4-й степени (ВП от 11.11.1914);
- Георгиевское оружие (ВП 10.02.1917).